# Magic and Loss
Magic and Loss ist das sechzehnte Solo-Studioalbum des amerikanischen Rockmusikers Lou Reed, das im Januar 1992 von Sire Records veröffentlicht wurde. Produzent waren Reed und Mike Rathke.

## Produktion
Reeds vorherige Alben, Songs for Drella (1990) und New York (1989), endeten beide mit Reflexionen über den Tod von Andy Warhol. Ursprünglich wollte Reed danach ein Album über Magie schreiben –  den Wunsch nach Magie im Leben, die Magie der Verwandlung, die Idee, dass ein Mann sich in einen Vogel verwandelt. Dann starben innerhalb von 12 Monaten zwei seiner Freunde: der Sänger und Songwriter Doc Pomus an Krebs, und „Rita“, deren Identität Reed nicht preisgeben wollte – möglicherweise Kenneth „Rotten Rita“ Rapp, ein einflussreiches Mitglied von Andy Warhols Factory (über dessen angeblichen Tod es im Jahr 1991 Gerüchte gab, der aber erst 2010 starb), möglicherweise Rachel Humphreys, Reeds Transgender-Partnerin, die 1991 an AIDS starb. Reed widmete Magic and Loss Pomus und Rita.
Zu dieser Zeit schrieb Reed What’s Good als ersten der Songs auf dem Album. In einem Interview sagte er dazu, dass es schmerzhaft gewesen sei, es zu schreiben, aber es offensichtlich sei, worum es ging.
Die Band für die Aufnahmen zu Magic and Loss bestand neben Reed an der Gitarre und als Sänger aus Mike Rathke an der Gitarre, Rob Wasserman am Bass und Michael Blair am Schlagzeug – bis auf den Schlagzeuger identisch mit der Band vom Album New York.
Blair war aus eigener Initiative hinzugekommen: Da er wusste, dass Reed nicht zum Vorspielen einlud, holte er sich die Erlaubnis der Plattenfirma, ihn anzurufen. Blair hatte im Jahr 1989 Reeds New York Tour besucht. Er fand zwar, dass der Schlagzeuger ein großartiger Spieler sei, es sei ihm aber alles zu laut gewesen und es hätte viel zu viele Becken gegeben. Sein Ansatz war also „nicht zu laut und fast keine Becken“. Reed soll dazu gesagt haben, dass er wisse, dass Blair Platten produzieren würde, aber er sein Schlagzeuger sei, und daher Schlagzeug spielen solle.
Die Aufnahmen fanden im April 1991 in New York City statt. Die Aufnahmereihenfolge der Songs war immer gleich: zwei Gitarren, Leadgesang, Bass und zuletzt Schlagzeug.
Die alchemistischen Symbole auf dem Albumcover erinnern an das ursprüngliche Thema, mexikanische Magie.
Auf der folgenden Tournee wurde Magic and Loss immer im ersten Teil der Auftritte komplett gespielt; während der folgenden Tourneen wurde kein Song des Albums mehr gespielt.

## Songs
Die Songs nähern sich der Krankheit aus unterschiedlichen Blickwinkeln oder zu unterschiedlichen Zeiten: In Magician – Internally imaginiert Reed den inneren Dialog des Sterbenden, des Leidens, des Bedauerns, der Weigerung zu sterben. In Sword of Damocles – Externally geht es um Chemotherapie. Goodby Mass – In a Chapel Bodily Termination und Cremation – Ashes to Ashes erinnern an Beerdigungen. Dann kommen Lieder über Abwesenheit und die Reue derer, die noch leben: No Chance – Regret  und Gassed and Stoked – Loss.
In Harry’s Circumcision – Reverie Gone Astray geht es darum, sein Leben zu beenden, um seiner Vergangenheit zu trotzen. Es basiert auf der realen Tragödie von Lincoln Swados, dem Bruder der Schriftstellerin und Komponistin Elizabeth Swados und Reeds Mitbewohner an der Syracuse University in den frühen 1960er Jahren, der an Schizophrenie litt und 1989 obdachlos auf den Straßen von New York City starb.
In Gassed and Stoked – Loss beschreibt Reed, dass er aus Versehen die Telefonnummer eines Verstorbenen wählt. Nach dem Tod von Pomus wurde dessen Anrufbeantworter noch eine lange Zeit nicht abgeschaltet, da viele Menschen seine Stimme hören wollten.

## Titelliste
Alle Titel wurden von Lou Reed geschrieben, mit Ausnahme der fünf mit * gekennzeichneten, bei denen er die Musik gemeinsam mit Mike Rathke schrieb.
Erste Seite
1. Dorita – The Spirit 1:07
2. What's Good – The Thesis 3:22
3. Power and Glory – The Situation * 4:23
4. Magician – Internally 6:23
5. Sword of Damocles – Externally 3:42
6. Goodby Mass – In a Chapel Bodily Termination 4:25
7. Cremation – Ashes to Ashes 2:54
8. Dreamin’ – Escape * 5:07

Zweite Seite
1. No Chance – Regret 3:15
2. Warrior King – Revenge 4:27
3. Harry’s Circumcision – Reverie Gone Astray 5:28
4. Gassed and Stoked – Loss * 4:19
5. Power and Glory Part II – Magic – Transformation * 2:57
6. Magic and Loss – The Summation * 6:39

## Rezeption

### Rezensionen
Das Album erhielt mehrheitlich gute Bewertungen von Musikkritikern.
Mark Deming von AllMusic meinte, es sei offensichtlich, dass Reed mit großer Sorgfalt an diesem Material gearbeitet habe, und Magic and Loss einige seiner intelligentesten und emotional intensivsten Arbeiten als Texter enthalte.
Lars Kilian schrieb für Stereoplay, das weit verbreitete Urteil, dass Transformer Reeds beste Platte sei, solle nach Magic And Loss noch einmal überdacht werden.
Graham Reid schrieb für Elsewhere, dass Magic and Loss nie ein einfaches Album – weder für Reed noch für die Hörer – gewesen sei, aber es sei zweifelsohne eines seiner besten.
Greg Kott meinte in der Chicago Tribune, dass hier ein großer Rocker auf dem Höhepunkt seines Könnens sei: Markante Melodien, ergreifende Texte, ehrliche Emotionen ohne Melodramatik.
Robert Christgau dagegen schrieb, dass die rein poetische Sterblichkeitsmeditation Magic and Loss Reeds langweiligstes Werk seit Mistrial sei.

### Charts und Chartplatzierungen
| ChartsChartplatzierungen       | Höchstplatzierung | Wochen |
| ------------------------------ | ----------------- | ------ |
| Vereinigtes Königreich (OCC)   | 6 (6 Wo.)         | 6      |
| Vereinigte Staaten (Billboard) | 80 (7 Wo.)        | 7      |